# N'dorola
N'dorola là một tổng thuộc  tỉnh Kénédougou ở tây nam Burkina Faso. Thủ phủ là thị xã N'dorola. Dân số năm 2006 là 30.703 người..

## Các thị xã và làng xã
Bangasso, Deina, Dingasso 1, Dingasso 2, Fadona, Famberla, Kagnagara, Kanama, Karfara, Kodona, Koko, Korkina, Sefina I, Sefina II, Seguedougou, Sikorla, Sinani, Siri, Temekina, Tiangouera và Torokoto.